# مطار كانكان
مطار كانكان (إياتا: KNN، إيكاو: GUXD) هو مطار يخدم مدينة كانكان، عاصمة إقليم كانكان في غينيا. يبعد حوالي 7 كيلومتر (4.3 ميل) شمال شرق المدينة، و2 كيلومتر (1.2 ميل) جنوب قرية ديانكانا.
كان المطار سابقًا داخل مدينة كانكان، أصبح المدرج القديم الآن أحد شوارع المدينة.